# Бели хора в Латинска Америка
Белите латиноамериканци са бяло население в Латинска Америка. Съставляват около 36,4% от населението на Латинска Америка или 195 000 000 души.

## Географско разположение
Дял на бялото население (по страни):
- Пуерто Рико: 75,8 %
- Коста Рика: 65 %
- Чили: 52,7 %[1]
- Бразилия: 47.7 %[2]
- Куба: 37 %
- Колумбия: 37%[3][4]
- Венецуела: 20 %
- Никарагуа: 17 %
- Доминиканска република: 16 %
- Мексико: 15 %[1]
- Перу: 15 %
- Боливия: 13 %
- Френска Гвиана: 12 %
- Салвадор: 11 %
- Панама: 10 %
- Еквадор: 6,1 %[5]
- Парагвай: 5 %[6]
- Хондурас: 1 %